# Francisc Rákóczi I
Francisc Rákóczi I (n. 24 februarie 1645, Alba Iulia, Principatul Transilvaniei – d. 8 iulie 1676, Zborov, Prešovský kraj, Slovacia) a fost un principe ales al Transilvaniei, tatăl lui Francisc Rákóczi al II-lea.

## Familia
Tatăl său, principele Gheorghe Rákóczi al II-lea, a murit în anul 1660, când Francisc Rákóczi avea 15 ani. Mama sa, Sofia Báthory, care acceptase confesiunea calvină doar după ezitări, pentru a se putea căsători cu principele protestant Gheorghe, a revenit după moartea principelui la Biserica Catolică, iar fiul ei, Francisc Rákóczi I, i-a urmat. Cei doi, mama și fiul, s-au poziționat demonstrativ de partea împăratului Leopold I.

## Eșecul politic
În anul 1666 tânărul Francisc Rákóczi s-a implicat în conspirația magnaților⁠(en)[traduceți], îndreptată împotriva împăratului, încheiată cu un eșec. Doar bunele relații ale mamei sale au reușit să-l salveze de la o condamnare la moarte, drept pentru care s-a retras din politică și s-a stabilit la Cetatea Zborov⁠(en)[traduceți], unde a rămas până la sfârșitul vieții.